# Hanamapur, Kalghatgi
Hanamapur là một làng thuộc tehsil Kalghatgi, huyện Dharwad, bang Karnataka, Ấn Độ.